# Бородатка буровола
Бородатка буровола (Capito hypoleucus) — вид дятлоподібних птахів родини бородаткових (Capitonidae).

## Поширення
Ендемік Колумбії. Трапляється у гірських хмарних лісах на західних схилах Анд на південному сході департаменту Антіокія та півночі Кальдасу.

## Опис

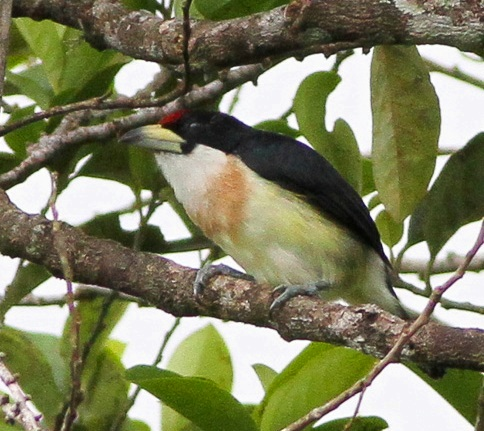

Птах завдовжки до 19 см. Верхня частина тіла чорна, лише маківка голови червона та потилиця і шия білі. Деякі криючі крил коричневі. Горло кремово-біле, груди — блідо-коричневі, черево жовтяво-біле. Ноги сірі. Дзьоб міцний, жовтого кольору з білим кінчиком. Живиться фруктами та ягодами, рідше комахами.